# Murtal Schnellstraße
De Murtal Schnellstraße (S36) is een 43,5 kilometer lange autosnelweg en autoweg in de Oostenrijkse deelstaat Stiermarken.
De weg begint bij knooppunt St. Michael als autosnelweg en vormt de directe verlenging van de S6. De S36 loopt vervolgens vanaf de A9 via Knittelfeld en Zeltweg tot Judenburg-West, vanwaar de snelweg overgaat in de B317. De S36 werd tussen 1977 en 1988 opengesteld.
Tussen Judenburg-Ost en Judenburg-West ligt de 30 jaar oude Grünhüblbrücke, welke het Murtal op grote hoogte overbrugd, waarvan de westelijke helft in 2009 compleet is vervangen. De oostelijke helft werd na de voltooiing van de westelijke helft niet meer in gebruik genomen en is opgeblazen.
Op het ogenblik is een verlenging van de S36 tot Scheifling gepland, vanwaar de eveneens nieuwe S37 verder door zal lopen tot Klagenfurt in Karinthië. In November 2010 werd deze verlenging echter vanwege financiële bezuinigingen op de valreep tot nader order afgeblazen. De planningen zijn echter in 2016 hervat en er werd nieuw tracé voorgesteld met drie ondertunnellingen. Een realisering lijkt echter op z'n vroegst in 2023 te kunnen starten.
Het tweede deel van de uitbouw van de S36 naar Scheifling, met de ombouw van de B317 tussen St. Georgen en Scheifling tot Schnellstraße en de aanleg van een tunnel onder Unzmarkt, is echter sinds 2020 voltooid. De tunnel onder St. Georgen werd zelfs al eind 2015 voor het verkeer vrijgegeven. In tegenstelling tot het deel tussen St. Michael en Judenburg, is het nieuwe deel slechts als 2x2 autoweg uitgevoerd.

## Foto's

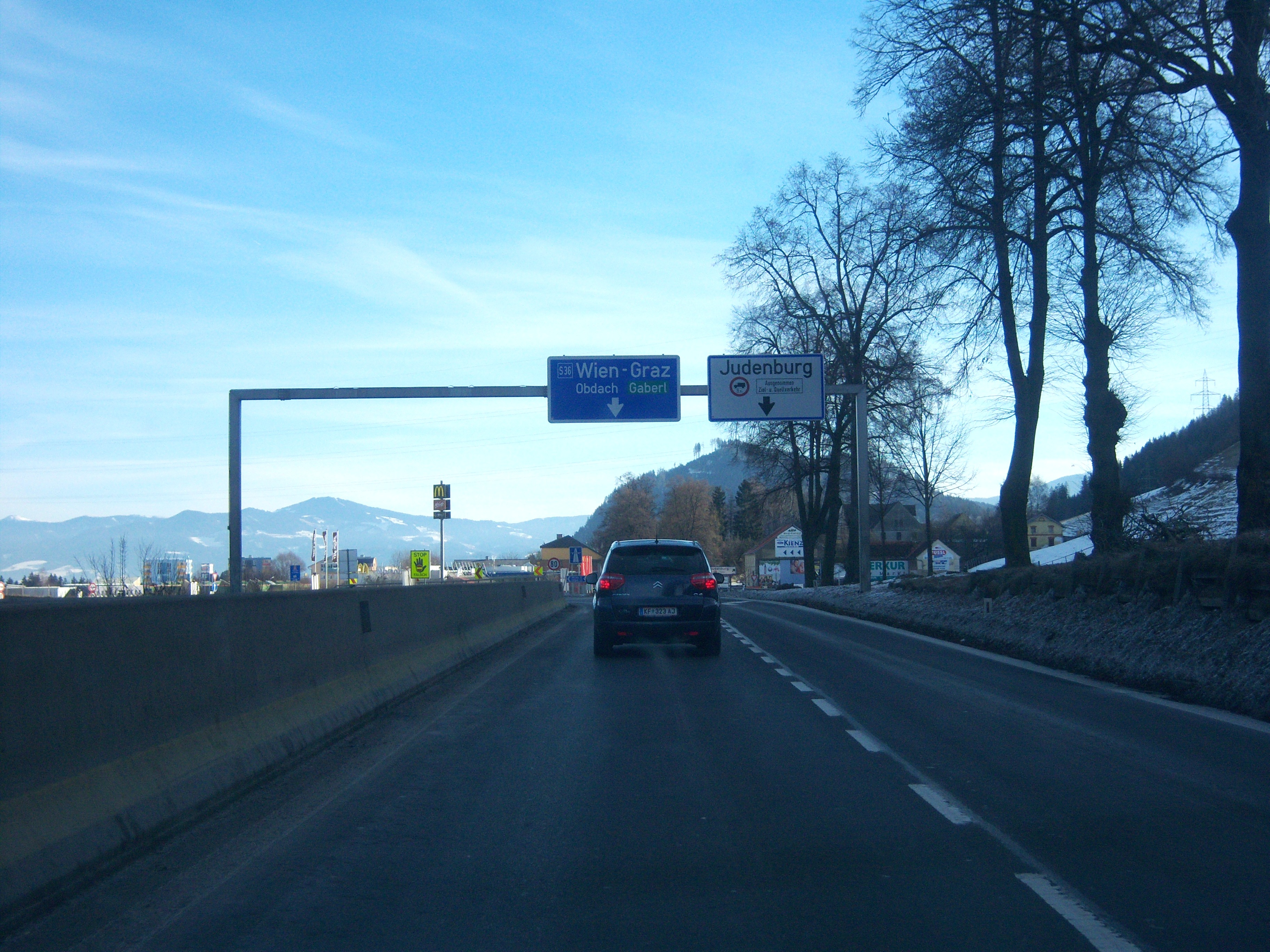
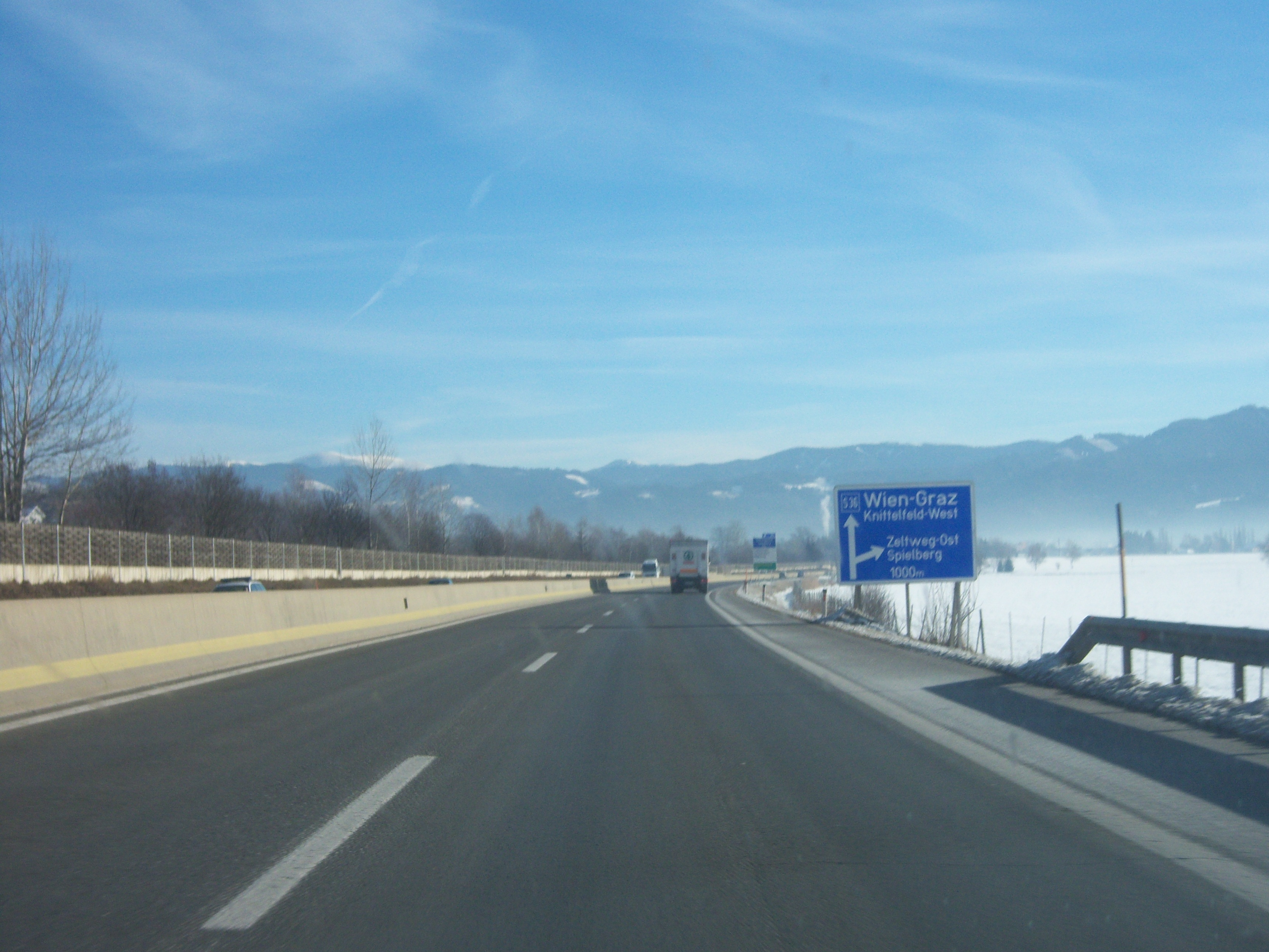
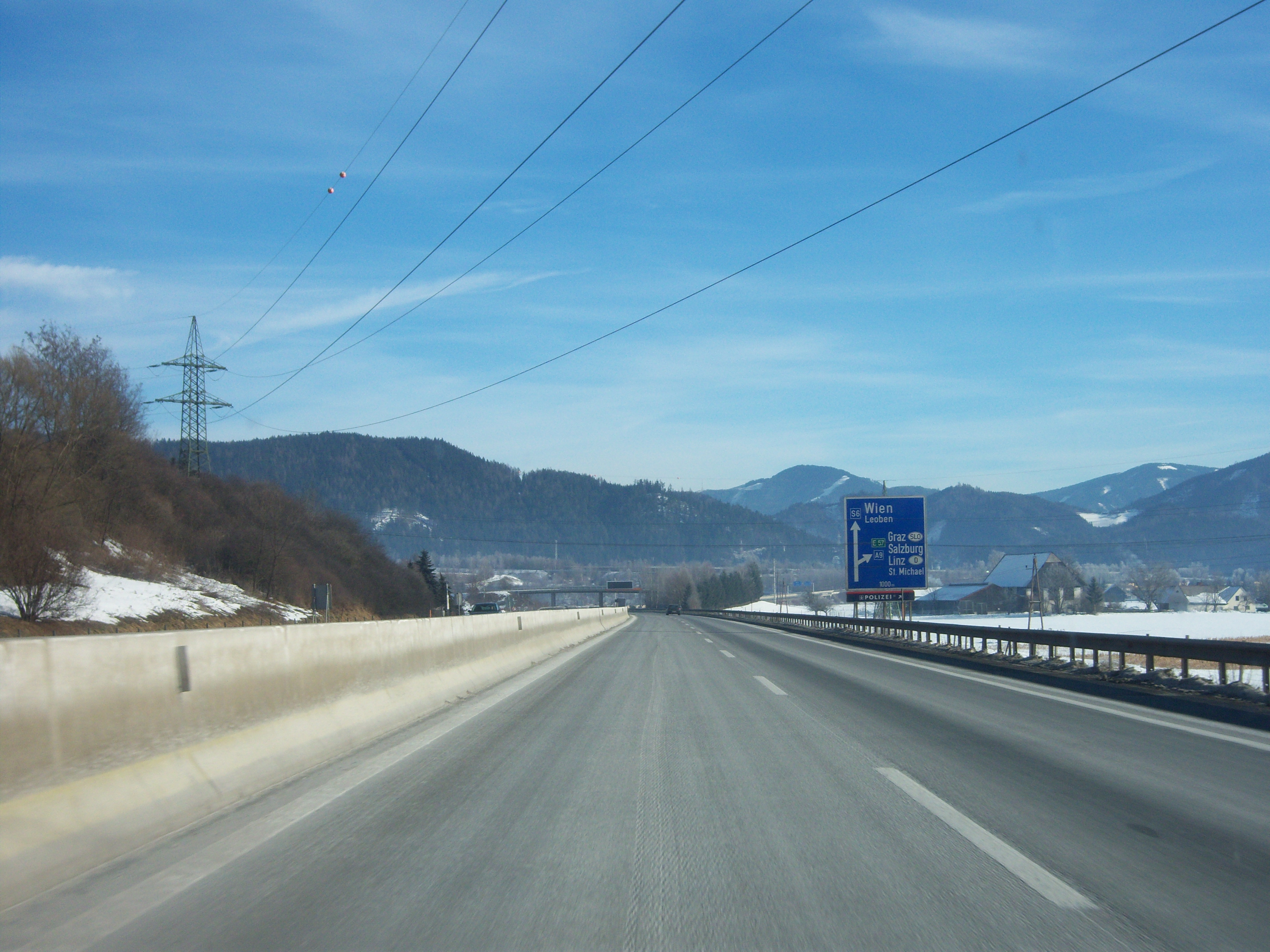
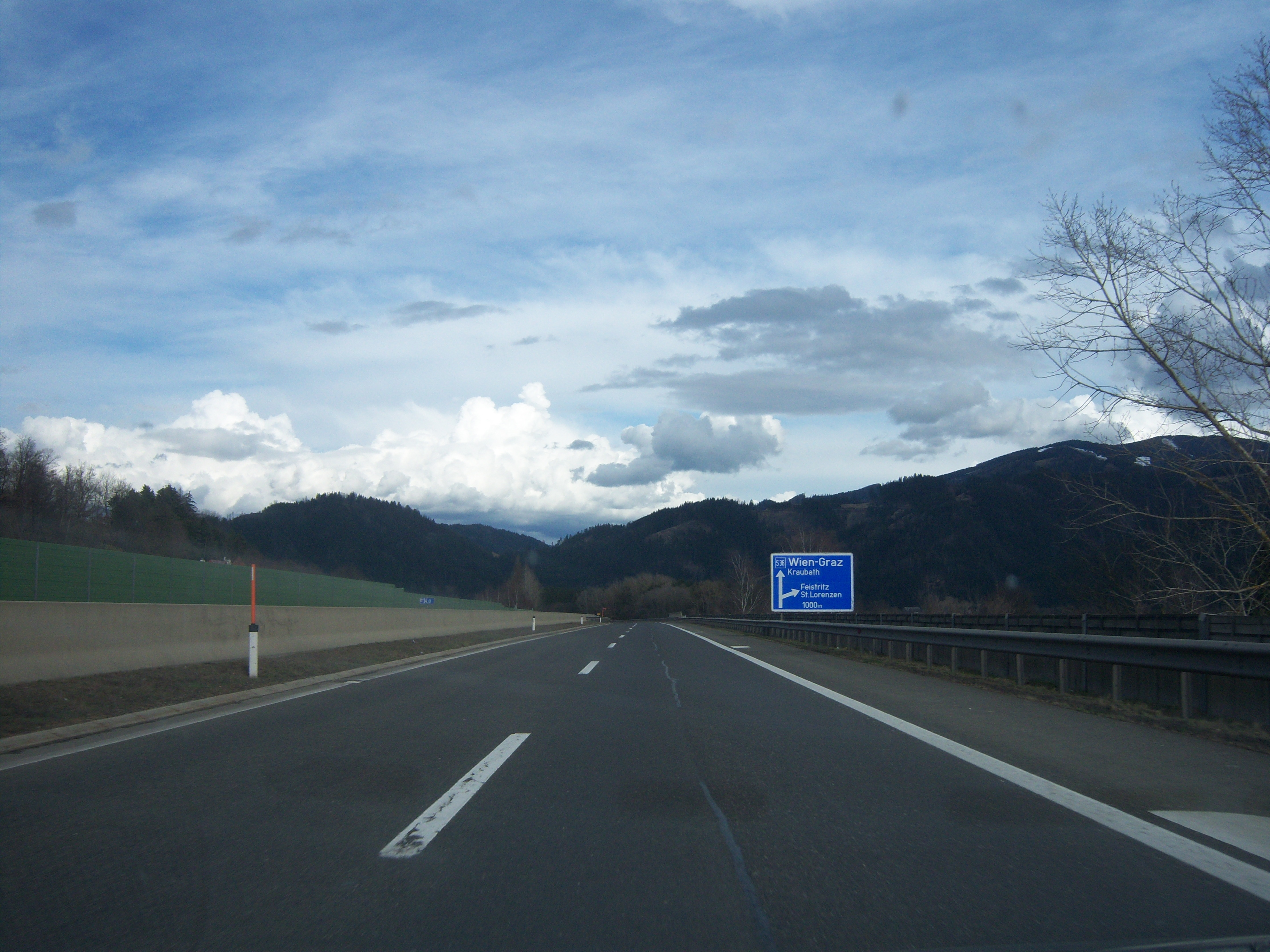
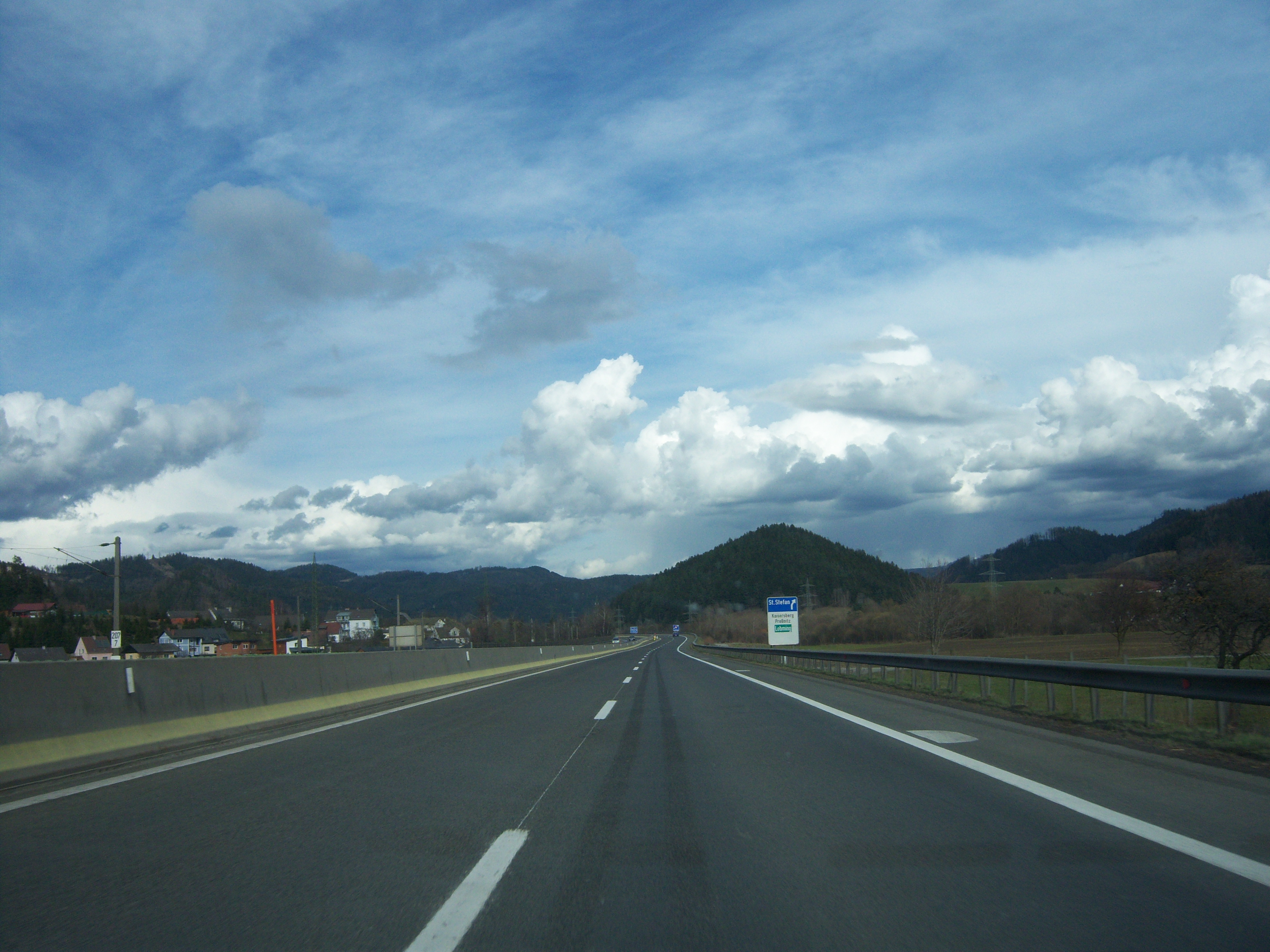
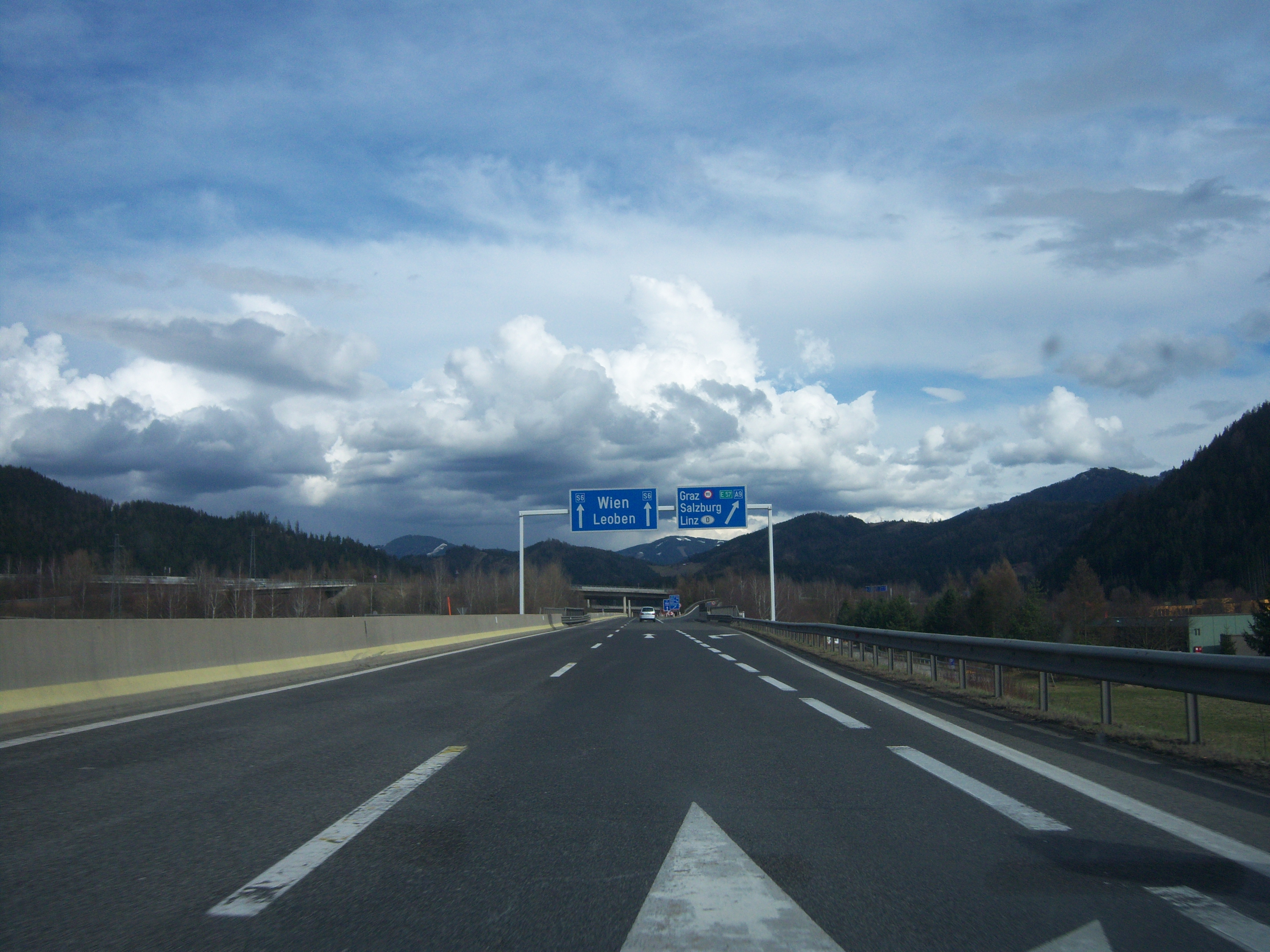

## Maximumsnelheden
| Standaard maximumsnelheid |      |      |
| ------------------------- | ---- | ---- |
|                           |      |      |
| Uitzonderingen            | Vmax | Vmax |
| Grünhüblbrücke            |      |      |
| Judenburg-West            |      |      |
| St. Georgen - Unzmarkt    |      |      |

Autobahnen: A1 · A2 · A3 · A4 · A5 · A6 · A7 · A8 · A9 · A10 · A11 · A12 · A13 · A14 · A21 · A22 · A23 · A24 · A25 · A26
Schnellstraßen: S1 · S2 · S3 · S4 · S5 · S6 · S7 · S8 · S10 · S16 · S18 · S31 · S33 · S34 · S35 · S36 · S37